# Fährmannssand

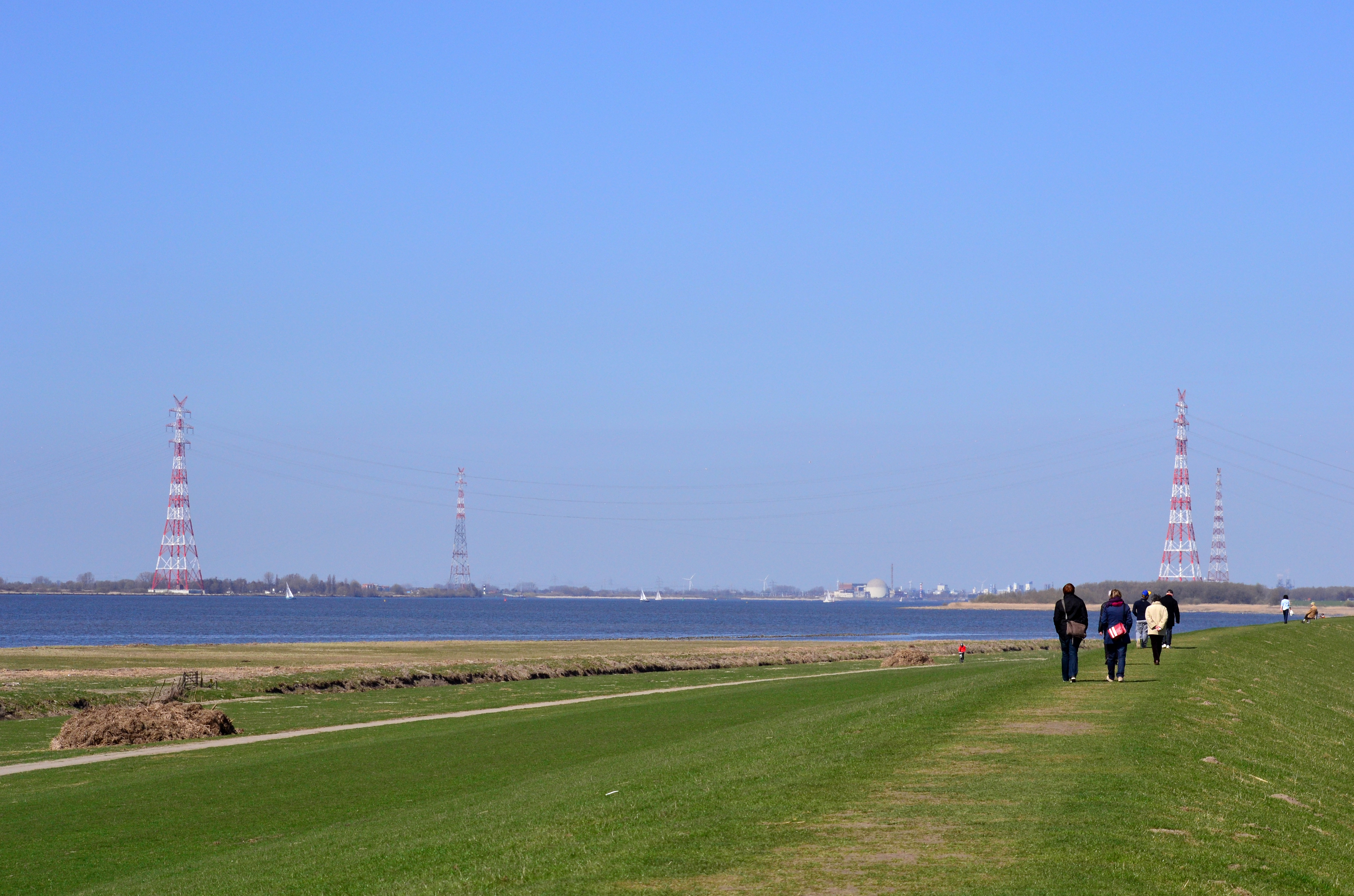
Blick von Fährmannssand über die Elbe mit den Masten der Elbekreuzung 1 (vorne) und Elbekreuzung 2 (hinten)

Der Fährmannssand war eine Elbinsel westlich vor Wedel. Ihr östlichster Punkt lag 200 bis 300 Meter unterhalb der Mündung der Wedeler Au. Das Gebiet gehört zum Gemeindegebiet von Wedel. Heute bezeichnet der Name das an dieser Stelle befindliche Gehöft mit Gaststätte. Der Seitenarm der Elbe, die heutige  Hetlinger Binnenelbe, der die Insel vom Marschland trennte, ist um 1790 zunehmend versandet. Dadurch ist die Insel Teil der Wedeler Marsch geworden. Die maximale Höhe ist 4,6 Meter über Normalnull.
Der Name Fährmannssand rührt nicht daher, dass von der Insel aus ein Fährbetrieb stattgefunden hat. Die Insel (früher Wedeler Sand oder Krautsand) wurde so genannt, weil sie bis in die zweite Hälfte des 18. Jahrhunderts Pachtgebiet der Blankeneser Fährleute gewesen war.
Beim Fährmannssand hat der NABU eine Station zur Beobachtung von Vogelschwärmen eingerichtet.